# Архівна евристика
Архівна евристика — це напрямок архівознавства, що вивчає методику пошуку ретроспективної документної інформації з метою ефективного використання документальних багатств архівів в інтересах суспільства та історичної науки, а також основні прийоми атрибуції документів. Основним завданням архівної евристики є пошук документної інформації як для установ, підприємств і організацій, так і для дослідницької роботи фахівців з виявлення в архівах, бібліотеках та музеях джерел за певною темою.

## Архівні довідники
Архівні довідники складають систему довідкового апарату НАФ і дають змогу здійснювати багатоаспектний пошук інформації на всіх організаційних рівнях сукупної архівної спадщини. Вони поділяються на:
- міжархівні довідники (путівники по архівах, тематичні путівники, тематичні огляди), які подають інформацію про документи кількох архівів та НАФ в цілому;
- міжфондові довідники (путівники по фондах архіву, анотовані реєстри описів, каталоги, тематичні огляди, покажчик фондів архіву), які дають змогу отримати відомості про документи різних фондів у конкретному архіві;
- фондові довідники (архівний опис, покажчик до описів фонду, огляд фонду), які забезпечують пошук документів у конкретному архівному фонді;
- огляд, який містить систематизовані відомості про склад і зміст окремих документальних комплексів з джерелознавчим аналізом документів;
- список фондів, який містить інформацію про всі фонди архіву, у ньому за порядковими номерами представлені усі без винятку фонди.